# Międzynarodowy Konkurs Pianistyczny im. Fryderyka Chopina

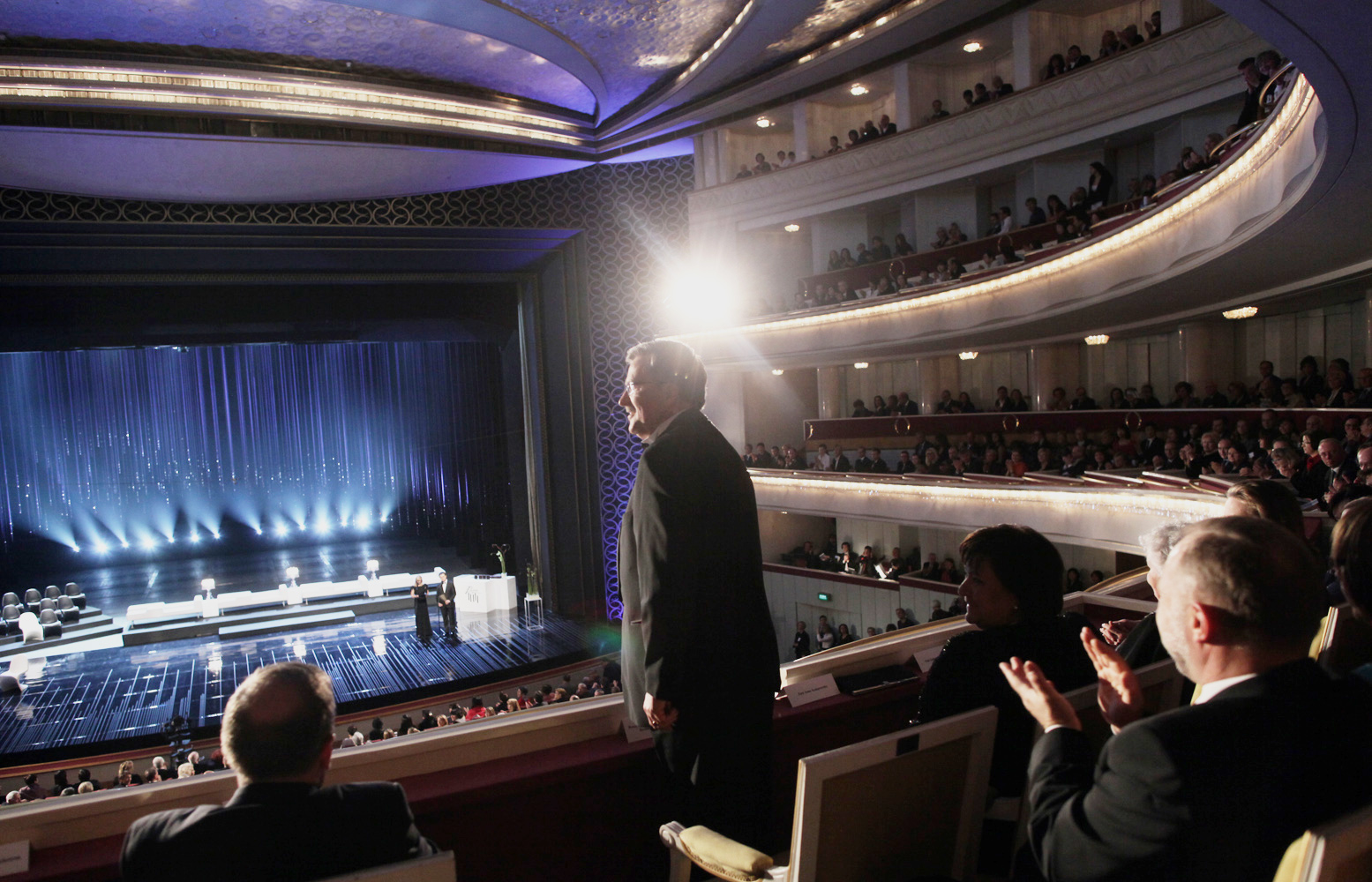
Prezydent Bronisław Komorowski na koncercie laureatów XVI konkursu, Teatr Wielki (2010)

Międzynarodowy Konkurs Pianistyczny im. Fryderyka Chopina (często nazywany skrótowo Konkursem Chopinowskim) – jeden z najstarszych i najbardziej prestiżowych konkursów muzycznych na świecie w klasie fortepianu, odbywający się co 5 lat w Warszawie. Jest również jednym z niewielu konkursów monograficznych, we wszystkich bowiem jego etapach wykonywane są wyłącznie utwory jednego kompozytora (Fryderyka Chopina). Zainicjowany został w 1927 przez polskiego pianistę, profesora Jerzego Żurawlewa dzięki gwarancjom finansowym Henryka Rewkiewicza. Obecnie udział w nim mogą wziąć osoby w przedziale wieku od 16 do 30 lat. Laureaci mają praktyczną gwarancję zaprezentowania się na międzynarodowej scenie pianistycznej i prawo do występów w największych salach koncertowych oraz nagrań autorskich płyt w renomowanych wytwórniach płytowych.

## Historia i organizacja Konkursu Chopinowskiego

### Początki
Zainteresowanie muzyką Fryderyka Chopina na początku XX wieku stanowiło dla pianistów i muzykologów zagadkę interpretacyjną. Jerzy Waldorff przytacza szereg zjawisk, które przyczyniły się do powstania wątpliwości, w jakim stylu grać Chopina: oceny jego sztuki jako „cieplarnianej i chorobliwej”; działalność uczniów i uczennic Chopina, którzy w swej grze zaczęli wprowadzać elementy „rozhisteryzowanego rubata” i sprowadzać ją do „spowitego krepą sztandaru narodowej niewoli” (zdaniem Waldorffa szczególną rolę odegrały tutaj arystokratki: Marcelina z Radziwiłłów Czartoryska oraz Maria Kalergis); działalność polskich teoretyków i kompozytorów (m.in. Jana Kleczyńskiego czy Władysława Żeleńskiego), którzy w swoich pracach określali niektóre utwory jako „dziwaczne” czy „poronione”. Po I wojnie światowej w muzyce pojawiły się prądy neoklasyczne – z Igorem Strawinskim i Siergiejem Prokofjewem na czele – i zainteresowanie wykonawców muzyką romantyczną zaczęło słabnąć.
Pierwotnym celem ufundowania konkursu miała więc być – w zamierzeniu inicjatora, prof. Jerzego Żurawlewa, ucznia pianisty Aleksandra Michałowskiego, który miał także dać impuls do organizacji wielkiego forum – dyskusja o tym, jak grać Chopina. Przeszkodami były: brak w Polsce instytucji Ministerstwa Kultury oraz zainteresowania władzy sztuką. W tej trudnej sytuacji z pomocą przyszedł Henryk Rewkiewicz – przedsiębiorca, miłośnik muzyki, członek zarządu WTM – zobowiązując się ze swoich osobistych funduszy pokryć cały ewentualny deficyt I konkursu. Po latach Jerzy Żurawlew stwierdził: 

Wiele mi pomógł mój przyjaciel Henryk Rewkiewicz, dyr. Monopolu Zapałczanego ofiarowując na konkurs niemałą wówczas kwotę 15. tys. zł

Ostatecznie zmiana władzy i patronat nowo wybranego prezydenta Rzeczypospolitej Polskiej – Ignacego Mościckiego – przesądziły o realizacji I Konkursu. Zapewnił on, że obejmie konkurs swoim patronatem.

### Organizator i imprezy towarzyszące

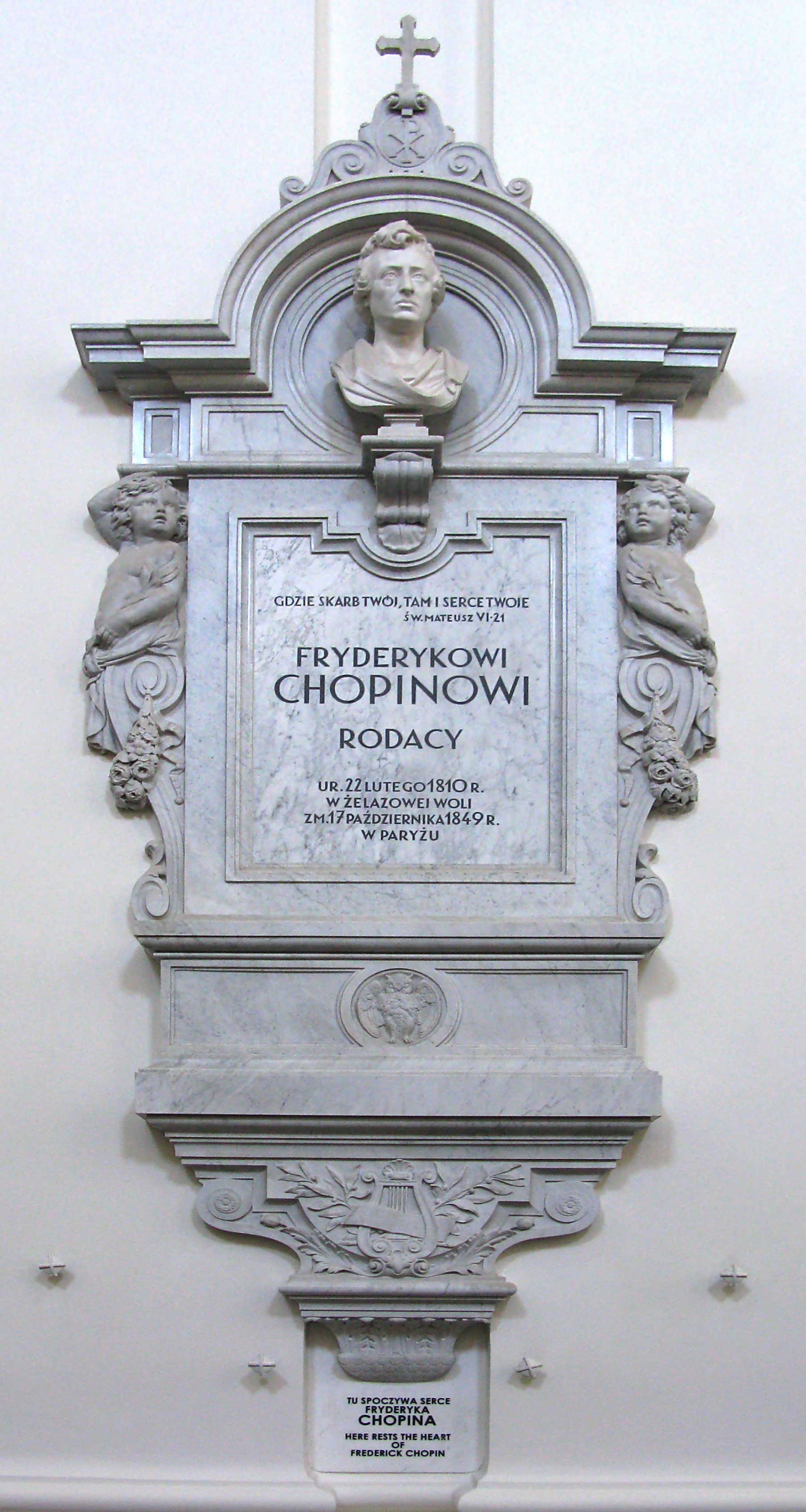
Epitafium autorstwa Leonarda Marconiego w miejscu złożenia serca Chopina, bazylika Świętego Krzyża w Warszawie

Do lat 60. XX wieku konkurs powstawał przy współudziale Ministerstwa Kultury i Sztuki. W latach 1960–2005 organizowany był przez Towarzystwo im. Fryderyka Chopina w Warszawie. Edycja w roku 2010 przygotowywana była przez Narodowy Instytut Fryderyka Chopina.
Przesłuchania konkursowe odbywają się w Filharmonii Narodowej. Jednocześnie w wielu innych miejscach w Warszawie (m.in. w Teatrze Wielkim i Zamku Ostrogskich) organizowane są imprezy towarzyszące.
Od 1970 konkurs jest organizowany w październiku. Tradycyjnie 17 października – w dzień śmierci Fryderyka Chopina – w kościele św. Krzyża w Warszawie odprawiona zostaje uroczysta msza, podczas której wykonywane jest Requiem Wolfganga Amadeusa Mozarta. Utwór ten, zgodnie z życzeniem kompozytora, wykonany był podczas mszy pogrzebowej 30 października 1849 w kościele de la Madeleine w Paryżu.

### Międzynarodowy status
Konkurs im. Fryderyka Chopina jest jednym z najstarszych i najbardziej rozpoznawalnych konkursów muzycznych na świecie. W 1957 został – u boku m.in. konkursów Busoniego w Bolzano, Królowej Elżbiety w Brukseli, praskiego i genewskiego – jednym z kilkunastu członków założycieli Światowej Federacji Międzynarodowych Konkursów Muzycznych, która zrzesza ok. 120 najbardziej znanych konkursów muzycznych na świecie (m.in. Konkurs Bachowski w Lipsku czy Konkurs Marii Canals w Barcelonie). Jednym z założycieli był także poznański Międzynarodowy Konkurs Skrzypcowy im. Henryka Wieniawskiego. Z biegiem lat do Federacji przyjęte zostały także trzy inne polskie konkursy: Międzynarodowy Konkurs Dyrygencki im. Grzegorza Fitelberga (1982), Międzynarodowy Konkurs Wiolonczelowy im. Witolda Lutosławskiego (2000) oraz Międzynarodowy Konkurs Pianistyczny im. Ignacego Jana Paderewskiego (2009).

## Repertuar
W regulaminie konkursu wyszczególnione są utwory, które będą wykonywane przez pianistów. Na każdym z etapów wykonywane są wyłącznie dzieła Fryderyka Chopina wykonywane z pamięci spośród podanych zbiorów, a także pojawiają się utwory obowiązkowe, wykonywane przez wszystkich uczestników. Na przestrzeni lat program konkursu ulegał modyfikacjom. 
W I konkursie pianiści w eliminacjach (I etap) wykonywali po dwa dowolnie wybrane podane w regulaminie nokturny, dwie etiudy, dwa preludia, Polonez fis-moll op. 44, jedną dowolną balladę oraz dwa spośród wyznaczonych mazurków, a w finale należało wykonać I i II lub II i III część z wybranego koncertu. W kolejnym II konkursie do repertuaru weszły nowe utwory, takie jak: Polonez As-dur op. 53, scherza, Fantazja f-moll op. 49 oraz sonaty. W III konkursie repertuar został rozszerzony o Poloneza-Fantazję As-dur op. 61. 
W pierwszej edycji powojennej (IV konkurs) w programie pojawiła się Barkarola Fis-dur op. 60, a w finale obowiązywały już wszystkie części jednego z koncertów. W 1955 (V konkurs) po raz pierwszy można było wykonać Berceuse Des-dur op. 57 i Tarantellę As-dur op. 43. 
Podczas VII konkursu do regulaminu wprowadzono Andante spianato i Poloneza Es-dur op. 22. 
W IX konkursie uczestnicy po raz pierwszy wykonywali jedno z dwóch impromptu: Fis-dur op. 36 lub Ges-dur op. 51. Regulamin XIII konkursu wprowadził nowe gatunki, ronda: c-moll op. 1, F-dur op. 5 i Es-dur op. 16 oraz dodatkowe utwory na fortepian i orkiestrę: Wariacje op. 2, Fantazję A-dur op. 13 i Rondo F-dur op. 14. Te orkiestrowe kompozycje wraz z jednym do wyboru koncertem stanowiły finał programu i jak dotychczas był to finał pod tym względem wyjątkowy.
XV edycja w pierwszym etapie pozwalała uczestnikom na dużą dowolność. Obok obowiązkowych utworów trwających ok. 20 minut, pianista dobierał sobie inne utwory, tak żeby cały występ zmieścił się w przedziale czasu 40–45 minut. Na liście wybieranych najczęściej kompozycji znalazły się m.in.: trzy grupy preludiów (po 6 każda) od nr 7 do 24, Preludium cis-moll op. 45, ronda, scherza, bolero, tarantela, impromptu, walce, etiudy i inne. W II etapie obok mazurków i sonaty (z III etapu poprzednich konkursów) należało wykonać jednego z wielkich polonezów. W XVI edycji obowiązkowo pianiści wykonywali w III etapie Poloneza-Fantazję As-dur op. 61. 
Od XVII konkursu obowiązuje program złożony z wykonywanych obowiązkowo w II etapie jednego z walców i jednego poloneza, a w III etapie jednej sonaty lub wszystkich preludiów z op. 28 i jednego cyklu mazurków. W finale konkursu pianiści wykonują z towarzyszeniem orkiestry symfonicznej Filharmonii Narodowej jeden z dwóch koncertów fortepianowych: e-moll lub f-moll.

## Jury
| - Jurorzy II konkursu (1932) - Laureaci i jurorzy II konkursu |

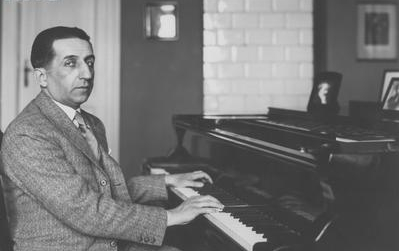
Zbigniew Drzewiecki (przed 1939), przewodniczący jury podczas czterech powojennych edycji konkursu

Oceny dokonuje jury składające się z wybitnych artystów i pedagogów powoływanych przez dyrektora konkursu. Z reguły wszyscy jurorzy są pianistami. Wcześniej zdarzało się, że w jury zasiadali także dyrygenci, muzykolodzy, krytycy i kompozytorzy. System oceny zmieniał się w kolejnych edycjach konkursu, był także przedmiotem licznych dyskusji i sporów, zwłaszcza podczas konkursu w 1980, gdy skład sędziowski demonstracyjnie opuściło dwoje jurorów, wcześniejszych laureatów konkursu (Louis Kentner oraz Martha Argerich). Louis Kentner nie pojawił się na konkursie już nigdy więcej.
Przewodniczący jury kolejnych edycji:
1. Witold Maliszewski (1927)
2. Adam Tadeusz Wieniawski (1932 i 1937)
3. Zbigniew Drzewiecki (1949, 1955, 1960 i 1965)
4. Kazimierz Sikorski (1970 i 1975)
5. Kazimierz Kord (1980)
6. Jan Ekier (1985, 1990, 1995)
7. Andrzej Jasiński (2000, 2005 i 2010)
8. Katarzyna Popowa-Zydroń (2015[8], 2021)
9. Garrick Ohlsson (2025)[9][10]

Honorowymi przewodniczącymi byli także Artur Rubinstein (1960), Kazimierz Sikorski (1985) oraz dwukrotnie Jan Ekier (2000 i 2010).

## Nagrody i laureaci

### Laureaci
Tradycją konkursu jest wyróżnianie szóstki finalistów nagrodami głównymi i tytułami laureata. W przeszłości zdarzało się jednak, że tytuł przysługiwał większej liczbie finalistów. I tak w 1932 było ich piętnastu, w 1937 trzynastu, w 1949 dwunastu, a w 1955 dziesięciu. Z kolei w pierwszym konkursie przyznano tylko cztery nagrody główne. Od 1960 jury może przyznać sześć tytułów laureata, przy czym poszczególne miejsca mogą być dzielone albo nieobsadzone. Dotychczas dwukrotnie zdarzyło się, że jury nie wybrało zwycięzcy (1990 i 1995). Od 1975 laureaci trzech pierwszych miejsc uhonorowani są specjalnymi medalami (złoty, srebrny i brązowy) według projektu artysty Józefa Markiewicza, które są wybite przez Mennicę Państwową.
| Laureaci i wyróżnieni |      |                  |                                          |                                     |                            |                                      |                                |                             | |
| Edycja                | Rok  | Uczestnicy Kraje | I miejsce                                | II miejsce                          | III miejsce                | IV miejsce                           | V miejsce                      | VI miejsce                  | Wyróżnieni lub następne miejsca |
| I                     | 1927 | 26 8             | Lew Oborin                               | Stanisław Szpinalski                | Róża Etkin                 | Grigorij Ginzburg                    | Nie przyznano                  | Nie przyznano               | Jurij Briuszkow Jakub Gimpel Guillaume Mombaerts Leopold Münzer Théo van der Pas Edward Prażmowski Dmitrij Szostakowicz Bolesław Woytowicz                                |
| II                    | 1932 | 89 18            | Alexander Uninsky                        | Imre Ungár                          | Bolesław Kon               | Abram Lufer                          | Lajos Kentner                  | Leonid Sagałow              | VII. Leon Boruński VIII. Teodor Gutman IX. Gyula Károlyi X. Kurt Engel XI. Emanuel Grossman XII. Josef Wagner XIII. Maryla Jonasówna XIV. Lily Herz XV. Suzanne de Mayère |
| III                   | 1937 | 79 21            | Jakow Zak                                | Roza Tamarkina                      | Witold Małcużyński         | Lance Dossor                         | Ági Jámbor                     | Edith Picht-Axenfeld        | VII. Monique de la Bruchollerie VIII. Jan Ekier IX. Tatiana Goldfarb X. Olga Iliwicka XI. Pierre Maillard-Verger XII. Lélia Gousseau XIII. Halina Kalmanowicz             |
| IV                    | 1949 | 54 14            | Halina Czerny-Stefańska Bella Dawidowicz | Barbara Hesse-Bukowska              | Waldemar Maciszewski       | Gieorgij Murawlow                    | Władysław Kędra                | Ryszard Bakst               | VII. Jewgienij Malinin VIII. Zbigniew Szymonowicz IX. Tamara Gusiewa X. Wiktor Mierżanow XI. Regina Smendzianka XII. Tadeusz Żmudziński                                   |
| V                     | 1955 | 77 25            | Adam Harasiewicz                         | Władimir Aszkenazy                  | Fu Cong                    | Bernard Ringeissen                   | Naum Sztarkman                 | Dmitrij Papierno            | VII. Lidia Grychtołówna VIII. Andrzej Czajkowski IX. Dmitrij Sacharow X. Kiyoko Tanaka                                                                                    |
| VI                    | 1960 | 78 30            | Maurizio Pollini                         | Irina Zaricka                       | Tania Aszot-Harutunian     | Li Mingqiang                         | Zinaida Ignatjewa              | Walerij Kastielski          | Michel Block Jerzy Godziszewski Hitoshi Kobayashi Reija Silvonen Aleksander Słobodianik Józef Stompel                                                                     |
| VII                   | 1965 | 76 29            | Martha Argerich                          | Arthur Moreira Lima                 | Marta Sosińska             | Hiroko Nakamura                      | Edward Auer                    | Elżbieta Głąbówna           | Marek Jabłoński Tamara Kołoss Wiktoria Postnikowa Blanca Uribe Lois Carole Pachucki Ewa Maria Żuk                                                                         |
| VIII                  | 1970 | 80 28            | Garrick Ohlsson                          | Mitsuko Uchida                      | Piotr Paleczny             | Eugen Indjic                         | Natalija Gawriłowa             | Janusz Olejniczak           | Emanuel Ax Ikuko Endō Ivan Klánský Alain Neveux Karol Nicze Irina Smolina                                                                                                 |
| IX                    | 1975 | 84 22            | Krystian Zimerman                        | Dina Joffe                          | Tatjana Fied´kina          | Pawieł Giliłow                       | Dean Kramer                    | Diana Kacso                 | Dan Atanasiu John Hendrickson Neal Larrabee Katarzyna Popowa-Zydroń Elżbieta Tarnawska Aleksandr Urwałow Wiktor Wasiliew William Wolfram                                  |
| X                     | 1980 | 149 37           | Đặng Thái Sơn                            | Tatiana Szebanowa                   | Arutiun Papazjan           | Nie przyznano                        | Akiko Ebi Ewa Pobłocka         | Erik Berchot Irina Pietrowa | Dan Atanasiu Bernard D'Ascoli Angela Hewitt Chen Hung-kuan Kevin Kenner Alexander Lonquich Ivo Pogorelić Willliam Wolfram                                                 |
| XI                    | 1985 | 124 32           | Stanisław Bunin                          | Marc Laforêt                        | Krzysztof Jabłoński        | Michie Koyama                        | Jean-Marc Luisada              | Tatiana Pikajzen            | Ludmił Angełow Ilja Iwari François Killian Kayo Miki |
| XII                   | 1990 | 110 28           | Nie przyznano                            | Kevin Kenner                        | Yukio Yokoyama             | Corrado Rollero Margarita Szewczenko | Anna Malikowa Takako Takahashi | Caroline Sageman            | Horoshi Arimori Philippe Giusiano Koji Oikawa Kyoko Tabe |
| XIII                  | 1995 | 130 32           | Nie przyznano                            | Philippe Giusiano Aleksiej Sułtanow | Gabriela Montero           | Rem Urasin                           | Rika Miyatani                  | Magdalena Lisak             | Nami Ejiri Nelson Goerner Andriej Ponoczewny Katia Skanavi |
| XIV                   | 2000 | 94 25            | Li Yundi                                 | Ingrid Fliter                       | Aleksandr Kobrin           | Chen Sa                              | Alberto Nosè                   | Mika Satō                   | Ning An Etsuko Hirose Walentina Igoszyna Radosław Sobczak Nicolas Stavy Mihaela Ursuleasa                                                                                 |
| XV                    | 2005 | 80 18            | Rafał Blechacz                           | Nie przyznano                       | Lim Dong-hyek Lim Dong-min | Shōhei Sekimoto Takashi Yamamoto     | Nie przyznano                  | Colleen Lee                 | Andriej Jaroszynskij Jacek Kortus Rachel Naomi Kudo Rieko Nezu Yuma Osaki Son Yeol-eum                                                                                    |
| XVI                   | 2010 | 78 21            | Julianna Awdiejewa                       | Lukas Geniušas Ingolf Wunder        | Daniił Trifonow            | Ewgeni Bożanow                       | François Dumont                | Nie przyznano               | Nikołaj Choziainow Mirosław Kultyszew Hélène Tysman Paweł Wakarecy |
| XVII                  | 2015 | 78 20            | Cho Seong-jin                            | Charles Richard-Hamelin             | Kate Liu                   | Eric Lu                              | Tony Yike Yang                 | Dmitrij Szyszkin            | Aljoša Jurinić Aimi Kobayashi Szymon Nehring Georgijs Osokins |
| XVIII                 | 2021 | 87 18            | Bruce Liu                                | Alexander Gadjiev Kyōhei Sorita     | Martín García García       | Aimi Kobayashi Jakub Kuszlik         | Leonora Armellini              | J J Jun Li Bui              | Jewa Gieworgian Rao Hao Lee Hyuk Kamil Pacholec |
| XIX                   | 2025 |                  |                                          |                                     |                            |                                      |                                |                             | |

### Polscy zwycięzcy
Dotychczas czterokrotnie zwycięzcami konkursu zostali Polacy:
- Halina Czerny-Stefańska (1949, ex aequo)
- Adam Harasiewicz (1955)
- Krystian Zimerman (1975)
- Rafał Blechacz (2005)

Polską uczelnią, która wykształciła najwięcej zwycięzców jest Akademia Muzyczna w Krakowie, której absolwentami byli Halina Czerny-Stefańska oraz Adam Harasiewicz. Krystian Zimerman rozpoczął studia na Akademii Muzycznej w Katowicach dopiero po sukcesie na konkursie. Rafał Blechacz zdobył nagrodę w trakcie studiów na Akademii Muzycznej w Bydgoszczy.

### Nagrody specjalne i pozaregulaminowe
Laureaci konkursu mają zapewniony szereg nagród regulaminowych i pozaregulaminowych – w formie nagród pieniężnych i rzeczowych oraz angaży i zaproszeń na koncerty. Nagrody pozaregulaminowe przyznawane są także uczestnikom, którzy nie znaleźli się w gronie laureatów – podczas XV konkursu były to m.in. nagrody „dla najwyżej ocenionego polskiego uczestnika” (25 tys. euro), „za najlepsze wykonanie sonaty” (ufundowana przez Krystiana Zimermana), „dla najlepszej polskiej pianistki w konkursie” (ufundowana przez Barbarę Hesse-Bukowską).
Tradycją konkursu jest także przyznawanie przez jury nagród specjalnych:
- od 1927: nagroda Polskiego Radia za najlepsze wykonanie mazurków
- od 1960: nagroda Towarzystwa im. Fryderyka Chopina za najlepsze wykonanie poloneza
- od 1980: nagroda Filharmonii Narodowej za najlepsze wykonanie koncertu
- od 2010: nagroda Krystiana Zimermana za najlepsze wykonanie sonaty

Regulamin XVI konkursu (2010) przewidywał też nagrodę specjalną rektora Uniwersytetu Muzycznego Fryderyka Chopina za najlepsze wykonanie Poloneza-Fantazji As-dur op. 61.
| Zdobywcy nagród specjalnych za najlepsze wykonanie |      |                            |                                 |                                 |                             |                             |                          |
| Edycja                                             | Rok  | Mazurków                   | Poloneza                        | Koncertu                        | Sonaty                      | Ballady                     | Poloneza-Fantazji op. 61 |
| I                                                  | 1927 | Henryk Sztompka            | Nagroda przyznawana od 1960     | Nagroda przyznawana od 1980     | Nagroda przyznawana od 2010 | Nagroda przyznawana od 2025 | Nagroda przyznana w 2010 |
| II                                                 | 1932 | Alexander Uninsky          | Nagroda przyznawana od 1960     | Nagroda przyznawana od 1980     | Nagroda przyznawana od 2010 | Nagroda przyznawana od 2025 | Nagroda przyznana w 2010 |
| III                                                | 1937 | Jakow Zak                  | Nagroda przyznawana od 1960     | Nagroda przyznawana od 1980     | Nagroda przyznawana od 2010 | Nagroda przyznawana od 2025 | Nagroda przyznana w 2010 |
| IV                                                 | 1949 | Halina Czerny-Stefańska    | Nagroda przyznawana od 1960     | Nagroda przyznawana od 1980     | Nagroda przyznawana od 2010 | Nagroda przyznawana od 2025 | Nagroda przyznana w 2010 |
| V                                                  | 1955 | Fu Cong                    | Nagroda przyznawana od 1960     | Nagroda przyznawana od 1980     | Nagroda przyznawana od 2010 | Nagroda przyznawana od 2025 | Nagroda przyznana w 2010 |
| VI                                                 | 1960 | Irina Zaricka              | Irina Zaricka                   | Nagroda przyznawana od 1980     | Nagroda przyznawana od 2010 | Nagroda przyznawana od 2025 | Nagroda przyznana w 2010 |
| VII                                                | 1965 | Martha Argerich            | Marta Sosińska                  | Nagroda przyznawana od 1980     | Nagroda przyznawana od 2010 | Nagroda przyznawana od 2025 | Nagroda przyznana w 2010 |
| VIII                                               | 1970 | Garrick Ohlsson            | Piotr Paleczny                  | Nagroda przyznawana od 1980     | Nagroda przyznawana od 2010 | Nagroda przyznawana od 2025 | Nagroda przyznana w 2010 |
| IX                                                 | 1975 | Krystian Zimerman          | Krystian Zimerman               | Nagroda przyznawana od 1980     | Nagroda przyznawana od 2010 | Nagroda przyznawana od 2025 | Nagroda przyznana w 2010 |
| X                                                  | 1980 | Ewa Pobłocka Đặng Thái Sơn | Đặng Thái Sơn Tatiana Szebanowa | Đặng Thái Sơn Tatiana Szebanowa | Nagroda przyznawana od 2010 | Nagroda przyznawana od 2025 | Nagroda przyznana w 2010 |
| XI                                                 | 1985 | Marc Laforêt               | Stanisław Bunin                 | Stanisław Bunin                 | Nagroda przyznawana od 2010 | Nagroda przyznawana od 2025 | Nagroda przyznana w 2010 |
| XII                                                | 1990 | Nie przyznano              | Kevin Kenner Wojciech Świtała   | Nie przyznano                   | Nagroda przyznawana od 2010 | Nagroda przyznawana od 2025 | Nagroda przyznana w 2010 |
| XIII                                               | 1995 | Nie przyznano              | Nie przyznano                   | Nie przyznano                   | Nagroda przyznawana od 2010 | Nagroda przyznawana od 2025 | Nagroda przyznana w 2010 |
| XIV                                                | 2000 | Nie przyznano              | Li Yundi Chen Sa                | Nie przyznano                   | Nagroda przyznawana od 2010 | Nagroda przyznawana od 2025 | Nagroda przyznana w 2010 |
| XV                                                 | 2005 | Rafał Blechacz             | Rafał Blechacz                  | Rafał Blechacz                  | Nagroda przyznawana od 2010 | Nagroda przyznawana od 2025 | Nagroda przyznana w 2010 |
| XVI                                                | 2010 | Daniił Trifonow            | Lukas Geniušas                  | Ingolf Wunder                   | Julianna Awdiejewa          | Nagroda przyznawana od 2025 | Ingolf Wunder            |
| XVII                                               | 2015 | Kate Liu                   | Cho Seong-jin                   | Nie przyznano                   | Charles Richard-Hamelin     | Nagroda przyznawana od 2025 | Brak nagrody             |
| XVIII                                              | 2021 | Jakub Kuszlik              | Nie przyznano                   | Martín García García            | Alexander Gadjiev           | Nagroda przyznawana od 2025 | Brak nagrody             |
| XIX                                                | 2025 |                            |                                 |                                 |                             |                             | Brak nagrody             |